# بوبيولار ساينس
بوبيولار ساينس (بالإنجليزية: Popular Science)‏ هي مجلة أدبيات علمية شهرية أمريكية تأسست عام 1872. تعرض المجلة مقالات منوعة في مجالات العلوم والتقنية.
في 25 يناير 2007 باعت تايم وارنر المجلة بالإضافة إلى 17 مجلة متخصصة أخرى إلى مجموعة مجلات بيونير.
للمجلة إصدارة إسبانية بدأت في الصدور في 21 أغسطس، 2008.

## عربيًا
مجلة العلوم للعموم  هي النسخة العربية من مجلة بوبيولار ساينس العالمية، والتي تأسست في مايو/أيار 1872، وكتب بها العديد من العلماء والمخترعين مثل: تشارلز داروين، لويس باستور، آينشتاين، توماس إديسون وغيرهم. تم إطلاق النسخة العربية العلوم للعموم في أبريل 2017 بواسطة هيكل ميديا، بالشراكة مع مؤسسة دبي للمستقبل، وقد قام الشيخ محمد بن راشد آل مكتوم حاكم دبي بتوجيه رسالة إلى الشباب العربي في افتتاحية العدد الأول من النسخة العربية.
تهدف مجلة العلوم للعموم إلى إثراء المحتوى العلمي العربي، ونشر وتبسيط العلوم والمعارف للجمهور العام غير المتخصص من خلال اطلاعهم على أهم وأحدث التطورات في كافة مجالات العلوم والتكنولوجيا سواءً من خلال النسخ الورقية، أو عبر المحتوى الرقمي.

### نظرة عامة
تهدف العلوم للعموم إلى وضع المحتوى العلمي والتقني المميز بين يدي القارئ العربي كي يكون مطلعاً على آخر وأهم الإنجازات والتطبيقات في مجالات العلوم والتكنولوجيا كافة، وذلك عبر وسائل مختلفة تشمل:
- المجلة الورقية: تصدر كل شهرين ابتداءً من أبريل 2017 بواقع 6 أعداد سنوياً. تتناول المجلة الورقية أفكاراً متعددة منها المياه، وسائل النقل والمواصلات، الموارد والاستدامة، الطقس، الفلك، الذكاء، الوقت، وغيرها من الأفكار، حيث يتناول كل عدد فكرة واحدة من كافة جوانبها. يصدر من مجلة العلوم للعموم 4 أعداد سنوياً مترجمين عن النسخة الإنجليزية، وعددين من إنتاج هيكل ميديا بشكلٍ كامل.

- الموقع الإلكتروني: يُحَدَّث الموقع الإلكتروني يومياً بأنواعٍ متعددة من المحتوى العلمي والتقني المبسط في كافة مجالات العلوم والتكنولوجيا. يشمل المحتوى مقالات ونصوص مكتوبة، فيديو، انفوجرافيك، ومقالات رأي يتم نشرها عبر المدونة. يشمل المحتوى الرقمي بعض المواد المترجمة من منصة بوبساي الإنجليزية، بينما يتم إنتاج النسبة الأكبر من المحتوى العربي من خلال فريق العلوم للعموم.

- الميمز العلمية:  تُعد منصة العلوم للعموم الجهة الإعلامية العربية الوحيدة التي توظف صانعي ميمز وكوميكس علمية، بهدف تبسيط العلوم للشباب عبر مواقع التواصل الاجتماعية المتعددة.

- دليل المفاهيم العلمية: تحتوي منصة العلوم للعموم على قسم خاص بالمفاهيم العلمية، والذي يهدف إلى عرض وتبسيط المفاهيم العلمية في كافة فروع العلوم والتكنولوجيا باللغة العربية.
- نادي بوبساي العلمي: تأسس نادي بوبساي العلمي في أبريل 2019، ويتم من خلاله تنظيم فعاليات علمية ميدانية تهدف إلى تبسيط العلوم للجمهور العام غير المتخصص، حيث يتم مناقشة العديد من الموضوعات مثل الثقوب السوداء، ومهام الهبوط على سطح القمر.

- نشرة باي: هي نشرة علمية أسبوعية عبر البريد الإلكتروني، يتم إعدادها وإرسالها من رئيس تحرير العلوم للعموم مباشرة، وتتناول النشرة أهم الموضوعات والأفكار العلمية من وجهة نظر رئيس التحرير. يأتي اسم النشرة من الرمز الرياضي باي الذي يشير إلى رقم 3.14، ويتم إرسالها كل خميس في تمام الساعة 3.14 عصراً بتوقيت الإمارات.

## وصلات خارجية
- بوبيولار ساينس على موقع الموسوعة البريطانية (الإنجليزية)

- بوبيولار ساينس